# Heteropalpia sacra
Heteropalpia sacra là một loài bướm đêm trong họ Erebidae.